# Ballata
La ballata (pluriel : ballate) est une forme poétique et musicale italienne en usage du XIIIe au XVe siècle.

## Caractéristiques
Sa structure musicale est sur le modèle AbbaA, la première et la dernière strophes étant identiques. En cela, elle est plus proche du virelai français, poème à forme fixe, plutôt que de la ballade, à la consonance proche. 
Le premier et le dernier « A » est appelé ripresa, les lignes « b » sont appelées piedi (pieds), et la quatrième ligne volta.  On peut trouver de plus longues ballate  sous la forme AbbaAbbaA, etc. 
À la différence du virelai, les deux lignes "b" sont sur la même musique. Le mot vient du verbe ballare, danser, et a commencé comme une musique de danse.

## Historique
La ballata a été l'une des principales formes musicales non religieuses durant le trecento, période connue des Italiens sous le nom d'ars nova. 
Les ballate sont chantées à la fin de chaque journée du Décaméron de Boccace (seule une partition musicale de ces poèmes, celle de Lorenzo da Firenze, est connue).  
Toutes les ballate, comme celles que l'on trouve dans le Codex Rossi, sont monophoniques. 
Plus tard on trouve des ballate à deux ou trois voix. 
Le compositeur le plus connu de ballate est Francesco Landini, dans la seconde moitié du XIVe siècle (près de 150 compositions). Parmi les autres compositeurs on peut citer Andrea da Firenze, contemporain de Francesco Landini, Paolo da Firenze, Bartolino da Padova, Johannes Ciconia, Prepositus Brixiensis and Zacara da Teramo. Au XVe siècle Arnold de Lantins et  Guillaume Dufay furent les derniers à composer des ballate.

## Littérature
Prosper Mérimée, dans sa nouvelle Colomba, évoque la ballata comme un chant funèbre sur la côte occidentale de la Corse :  « Lorsqu’un homme est mort, particulièrement lorsqu’il a été assassiné, on place son corps sur une table, et les femmes de sa famille, à leur défaut, des amies, ou même des femmes étrangères connues pour leur talent poétique, improvisent devant un auditoire nombreux des complaintes en vers dans le dialecte du pays. On nomme ces femmes voceratrici, ou, suivant la prononciation corse, buceratrici, et la complainte s’appelle vocero, buceru, buceratu, sur ta côte orientale ; ballata, sur la côte opposée. Le mot vocero, ainsi que ses dérivés vocerar, voceratrice, vient du latin vociferare. Quelquefois, plusieurs femmes improvisent tour à tour, et souvent la femme ou la fille du mort chante elle-même la complainte funèbre. » (note 4)